# Église Notre-Dame de la Couture du Mans
Pour les articles homonymes, voir La Couture.
L'église de la Couture est l'ancienne abbatiale de l'abbaye Saint-Pierre de la Couture. Elle se situe au Mans, dans le département de la Sarthe.
L'église fait l’objet d’un classement au titre des monuments historiques par la liste de 1840.

## Description
Localisée dans le centre-ville actuel, l'église possède un grand massif occidental encadré de deux tours bien différentes. Les autres bâtiments de l'abbaye sont juxtaposés à l'église, sur son flanc sud et sont occupés aujourd'hui par la préfecture de la Sarthe.
Ce monument majeur de la ville du Mans, nous vient principalement du XIIe siècle; au même titre que la cathédrale Saint-Julien. Les deux édifices ont de nombreuses similitudes à commencer par leur masse imposante. La Couture possède une architecture commune avec la cathédrale d'Angers, malgré le fait que l'église mancelle ne soit pas construite en pierres calcaires. Leurs plans furent approximativement les mêmes tandis que leur époque de construction fut très proche, voire simultanée.

## Histoire

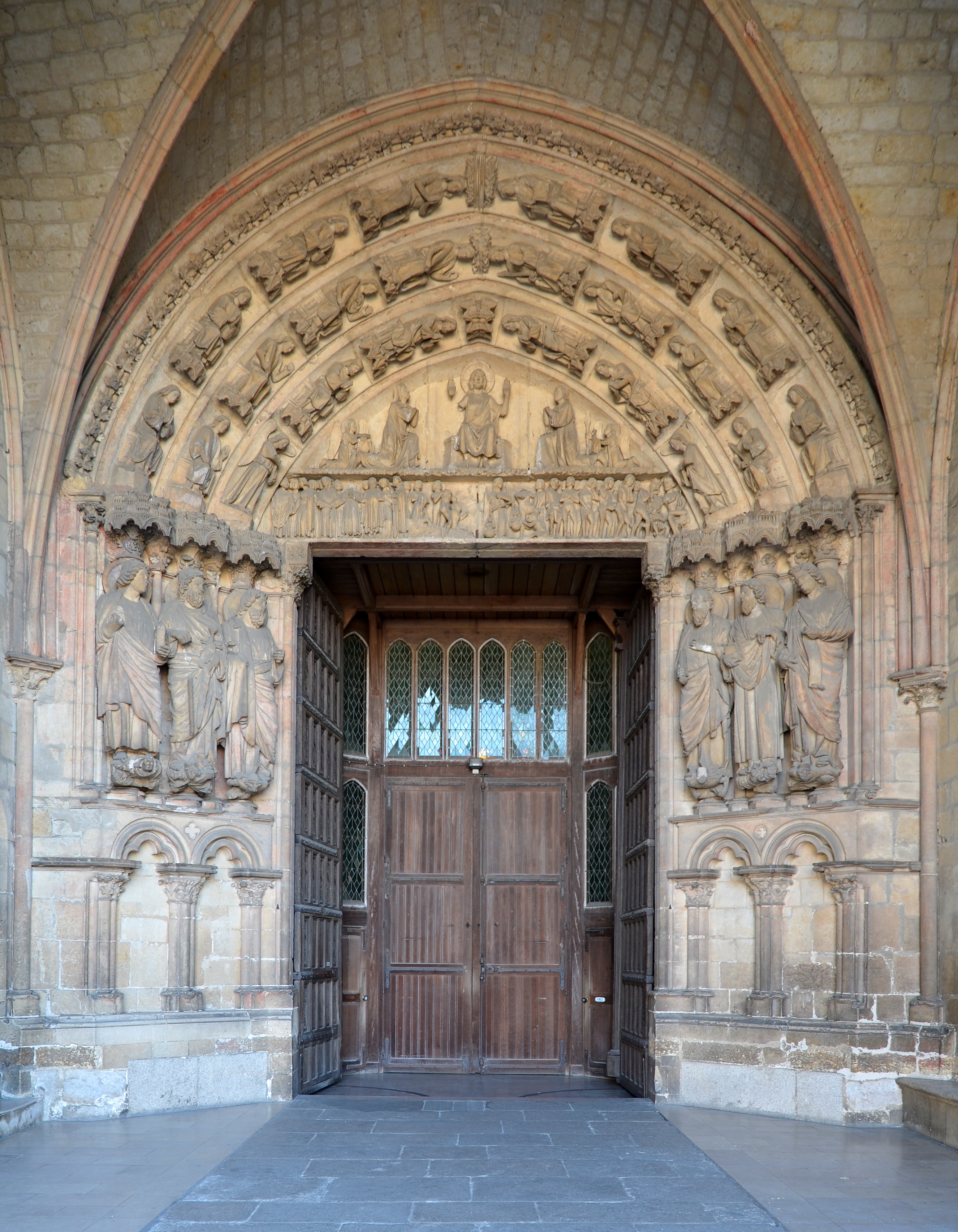
Entrée de la façade occidentale avec un tympan du XIIIe siècle représentant le Jugement dernier.

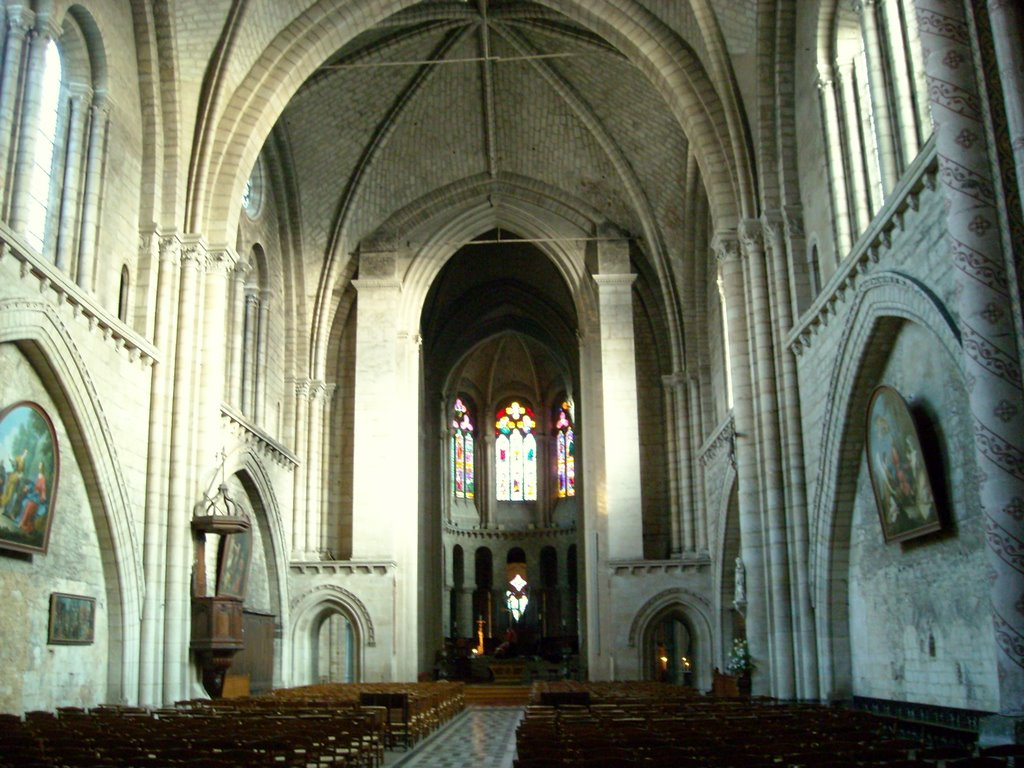
Voûtes domicales ogivales du gothique angevin.

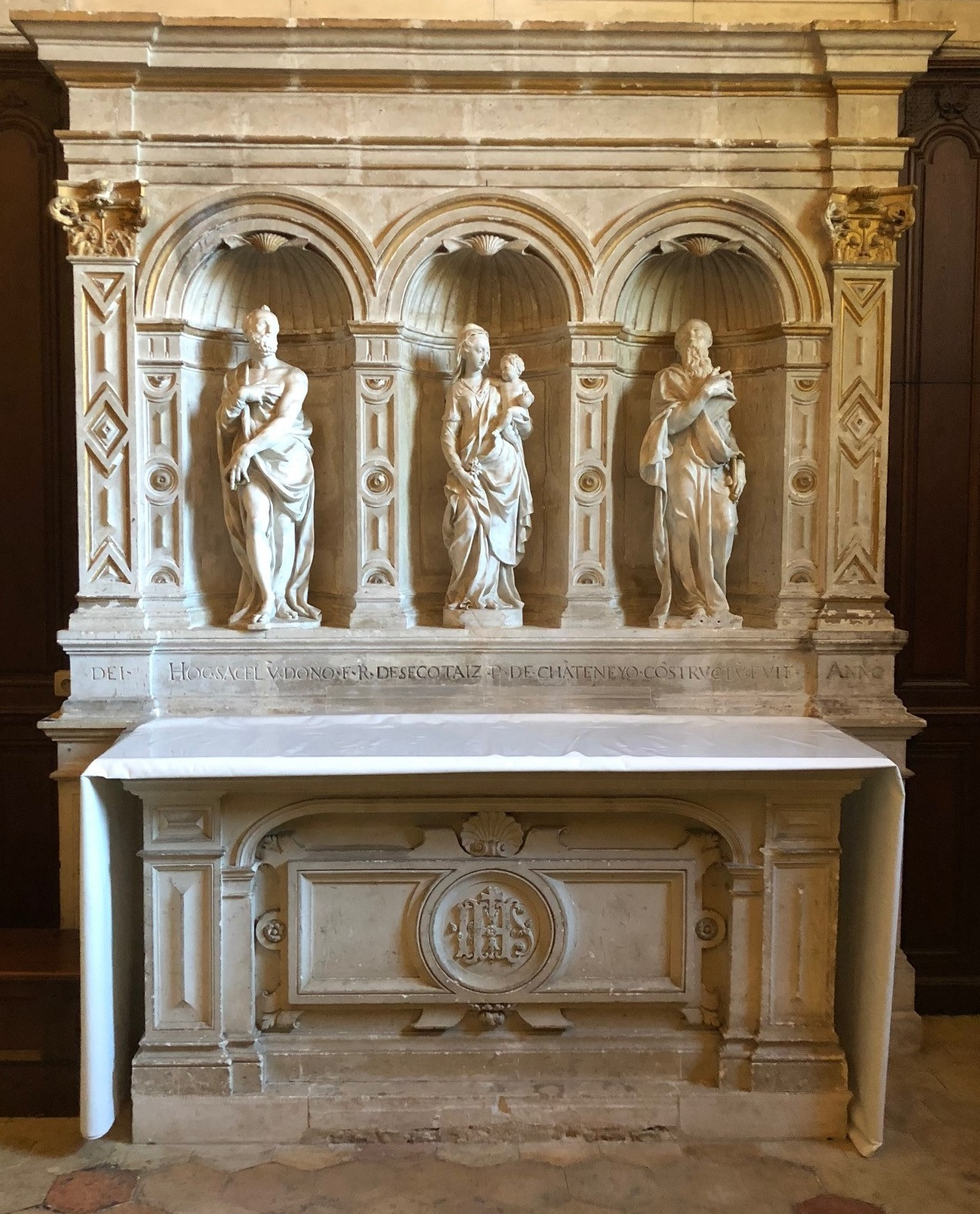
Retable de la chapelle des fonts baptismaux.

L'abbaye de la Couture a été fondée grâce à la générosité de l'évêque Bertrand du Mans, un fidèle de Clotaire II peu après 605. Elle s'appelle alors la basilique Saints-Pierre-et-Paul et se trouve à proximité de la cité mancelle. Dans son testament, rédigé en 616, Bertrand fait don de "la terre de Couture" aux moines, ce qui est à l'origine du surnom de l'abbaye. En 865 et 866, les Bretons comme les Normands mettent à sac la ville du Mans. L'abbaye bien qu'en dehors des murs de la ville, est pillée et partiellement détruite. Elle est restaurée et reconstruite vers l'an mille. L'église est alors renommée Saint-Pierre de la Couture par l'évêque Sigefroi qui se fait moine dans l'abbaye alors qu'il laisse l'abbé Gauzbert s'occuper en partie de ses fonctions. Des restes de l'ancienne version de l'église sont encore visibles au-dessus du cloître sud, à 18 mètres de haut.
Pendant les trois premiers quarts du XIe siècle, l'église comme la ville connaissent une époque de paix relative et de prospérité, notamment sous le contrôle et l'influence de l'abbé Anselin. Après sa mort en 1072, les temps sont durs, et son successeur, l'abbé Renaud le constatera. L'église continue à se construire et se voit constituée d'une nef à bas-côté, d'un transept et surtout d'un cœur en forme de déambulatoire s'ouvrant sur cinq chapelles différentes. Elles seront toutes détruites à l'exception d'une : la chapelle Saint-Joseph, toujours située au sud de ce cœur. Autre reste de cette époque, le mur extérieur nord subsiste de nos jours. Le calcaire et son appareillage de roussard, si particuliers en font une partie quasiment à l'identique de la composition de la cathédrale Saint-Julien. La nef construite à cette époque est comme celle de la cathédrale, charpentée et composée de quatorze travées séparées par une colonne, elle-même supportant des arcs doubleaux. Dans la première travée au nord se situe encore de nos jours une statue du Christ datant de cette époque.
En 1180, le grand incendie du Mans ravage tout. L'église de la Couture est gravement touchée. Elle est reconstruite au cours du XIIe siècle, alors que la cour Plantagenêt développe une certaine originalité artistique. Le chœur est voûté d'ogives. On assiste surtout à une grande re-formation de l'édifice précédent, puisqu'on essaye de garder au maximum la taille de l'édifice d'antan. Entre chaque fenêtre, est intercalée une statue-nervure, reposant sur une colonne à dosserets. Ces représentations de personnages de l'Ancien, comme du Nouveau Testament, sont datées de 1?75 [Date à vérifier ?]. Elles sont peut-être les premières du genre (à l'époque, les statues-colonnes sont plus courantes sur les portails de différents édifices) alors que les Plantagenêts les banaliseront dans de nombreuses églises de leur royaume, à commencer par le Maine, puis l'Anjou.
La nef est longue de 42 mètres et se trouve dotée de trois travées sur plan carré. Ce plan fut repris de celui de la cathédrale d'Angers. Les voûtes dominicales sont plus longues que la moyenne avec 16 mètres de long, atteignant plus de 22 mètres sous clef. Certaines colonnes dépassent les 5 mètres d'épaisseur tandis que les murs extérieurs ont dû eux aussi être épaissis. Chose rare, la nef centrale est éclairée par des fenêtres géminées surmontées d'un oculus
Les deux tours de la partie occidentale datent du XIIIe siècle, alors que le porche se trouve ouvert entre ces deux dernières. Sa triple arcature avec le trumeau du Christ fut détruite au XIXe siècle et ne fut jamais rebâtie devant la difficulté à obtenir à nouveau une pierre de cette qualité et de cet aspect. Les premières sculptures auraient été taillées dès 1245 alors que le portail propose de nombreuses statuettes gravées et bien conservées. Reste, qu'une partie du linteau semble manquer. Deux anges, quatre prophètes et huit vierges sont visibles. Ce portail est certainement le plus impressionnant dans tout le Maine avec celui de la cathédrale, datant lui, du XIIe siècle.

En 1533, le seigneur Adam des Escotais offrit un retable richement sculpté à la chapelle des fonts baptismaux. On peut encore clairement lire l'inscription qui s'y trouve :
DEI HOC SACELV. DONO F.R. DESESCOTAIZ P. DE CHATENEYO CONSTRUCTU FVIT ANNO DNI 1533

(Ce petit retable divin a été construit grâce au don du seigneur Desescotaiz en l’an 1533)
Se trouvent aujourd'hui dans les niches du retable une Vierge à l'enfant (1570) en marbre de Germain Pilon ainsi que deux statues en marbre représentant Saint Pierre et Saint Paul, également attribuées à Pilon.

## Galerie

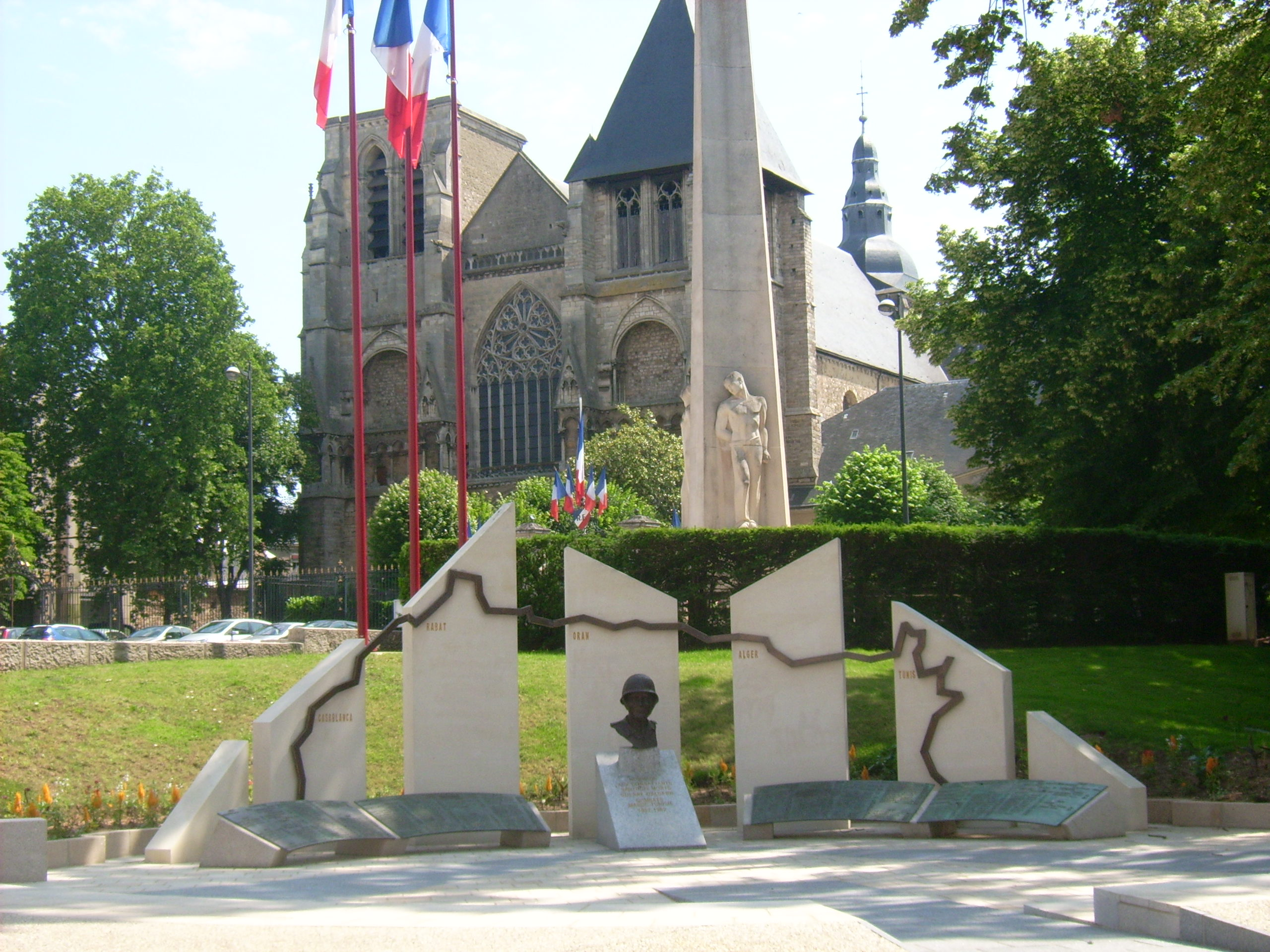
Vue depuis le monument aux morts de la place Aristide-Briand.
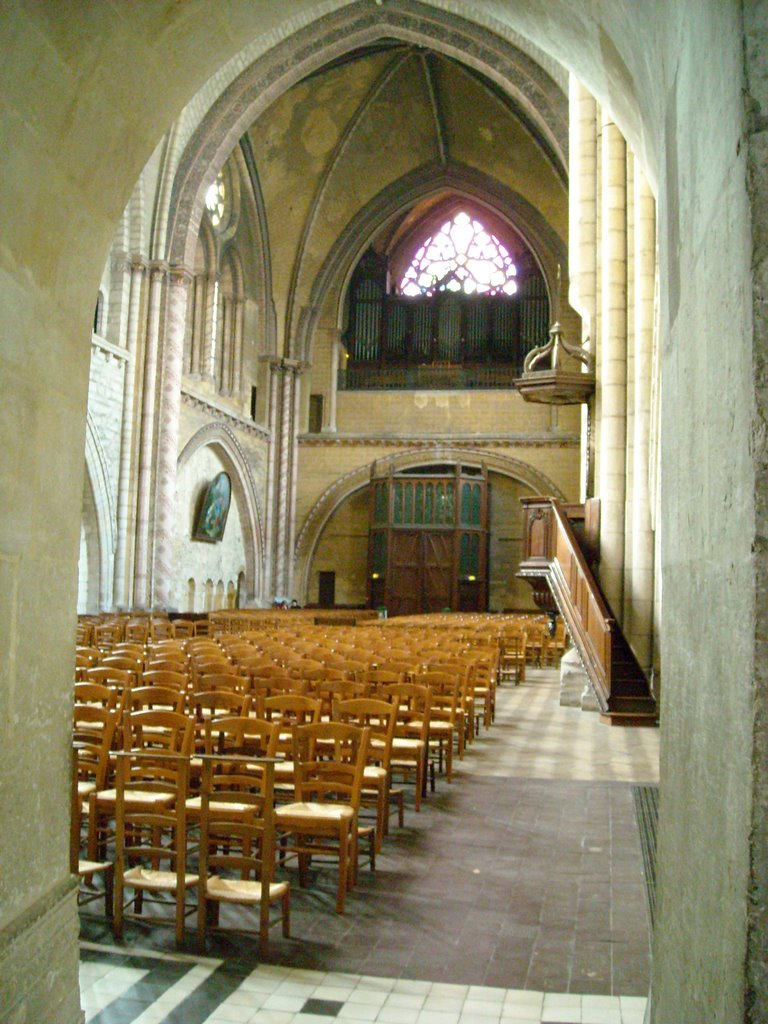
Nef et grandes-orgues.
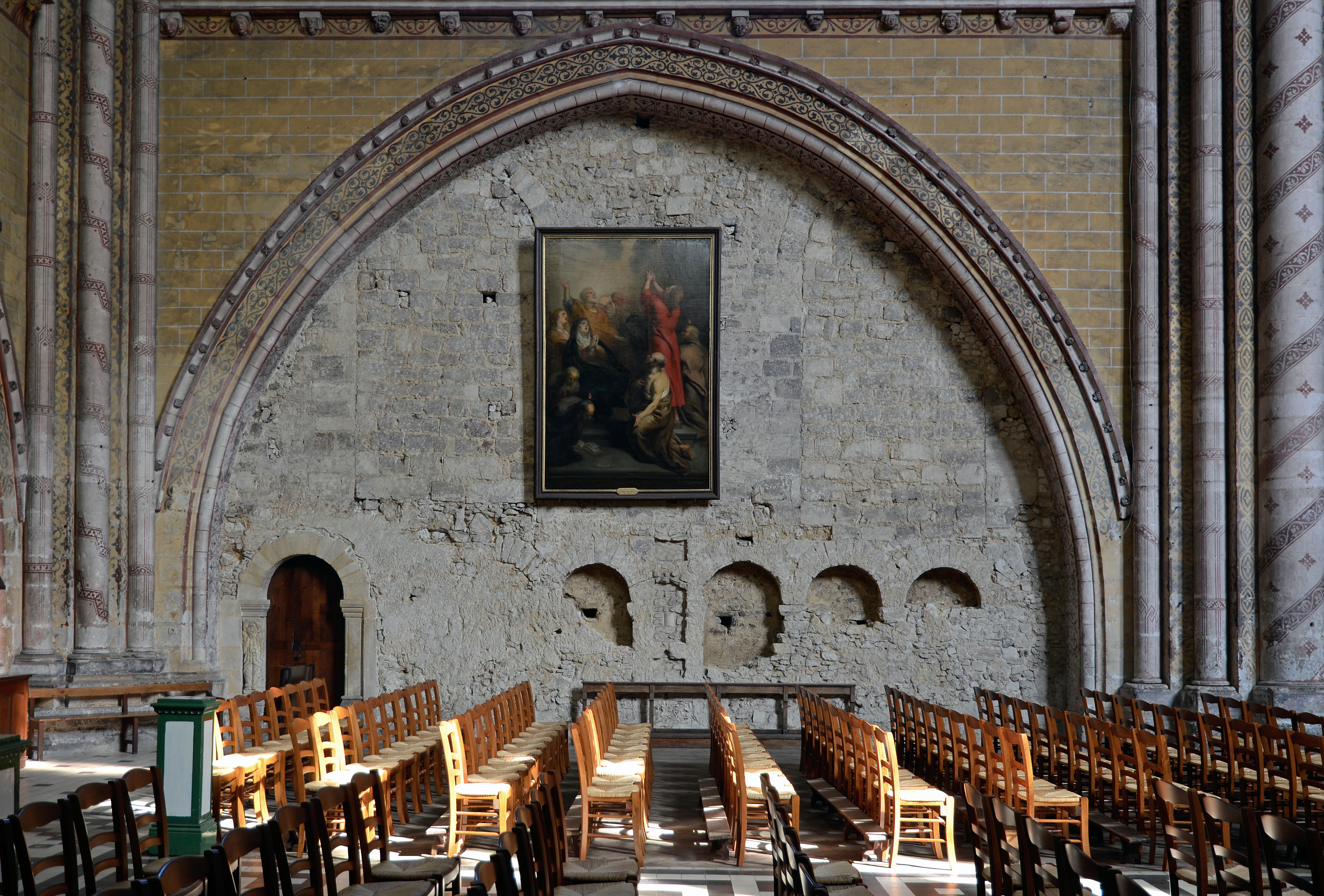
Un des côtés de la nef entre deux travées.
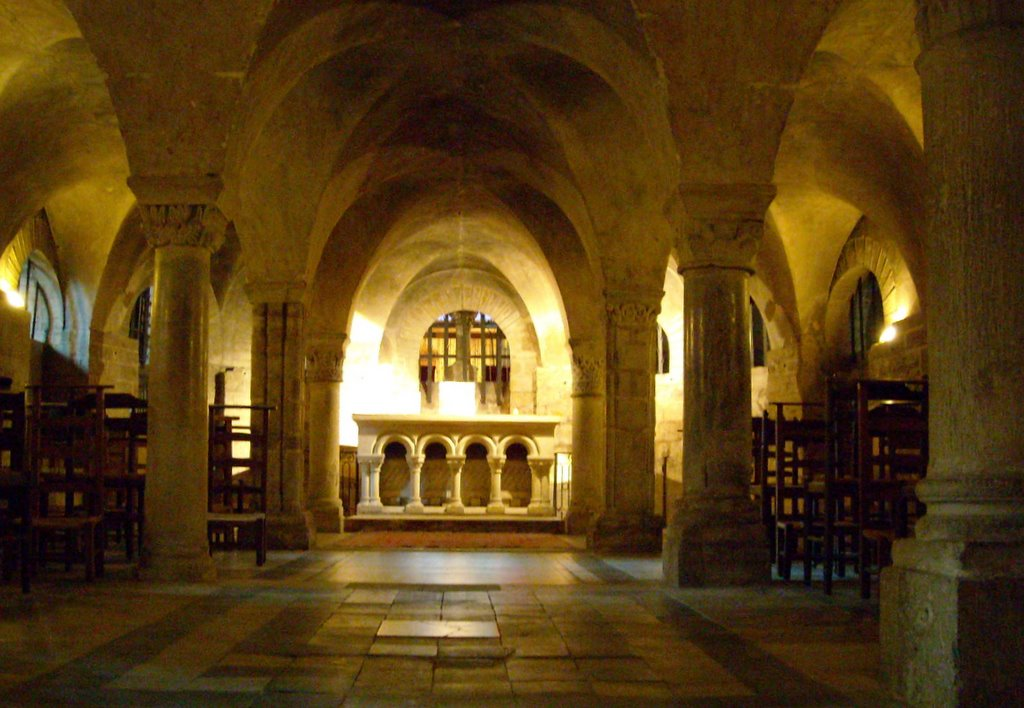
La crypte.
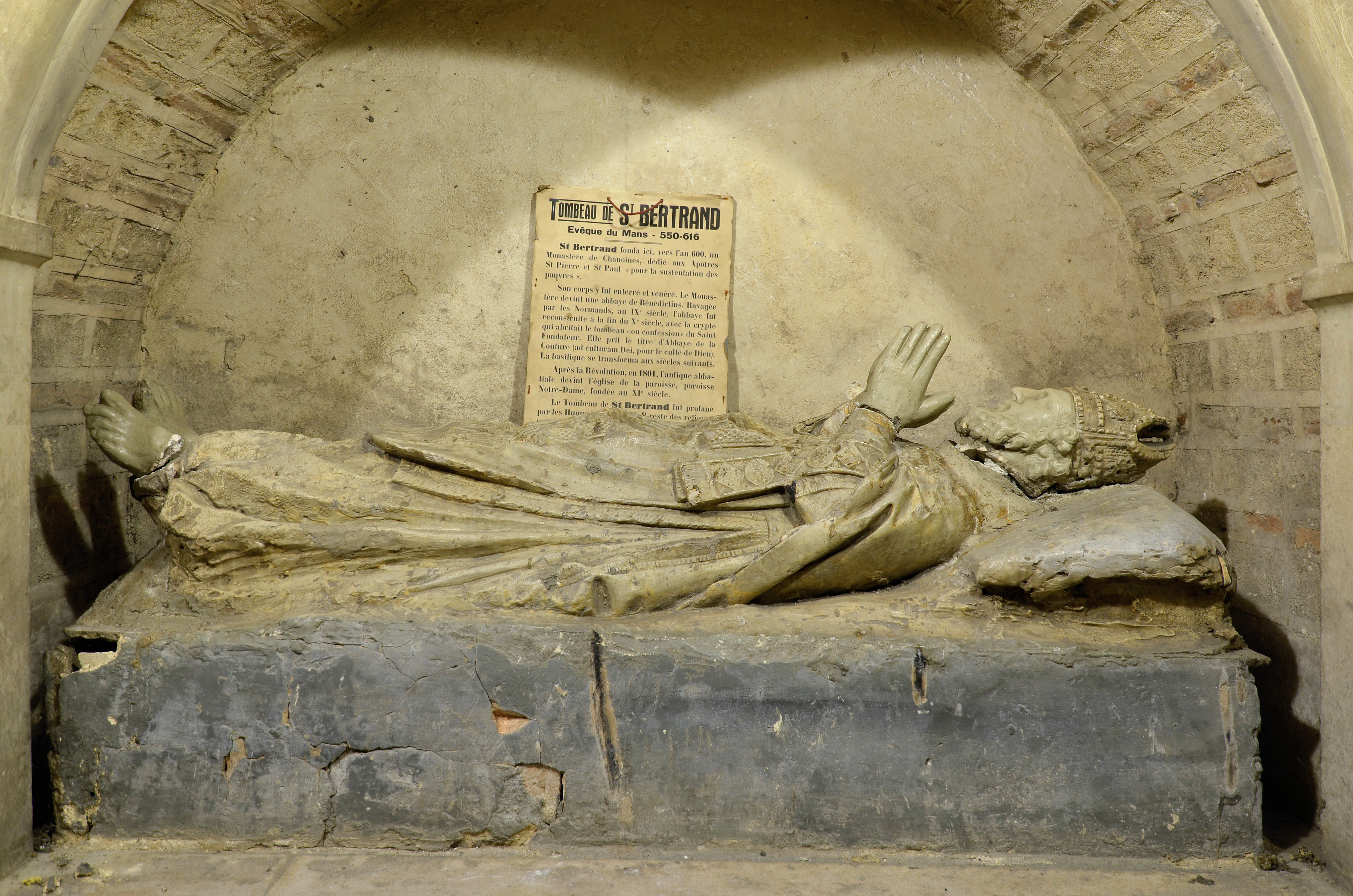
Tombeau de saint Bertrand dans la crypte.
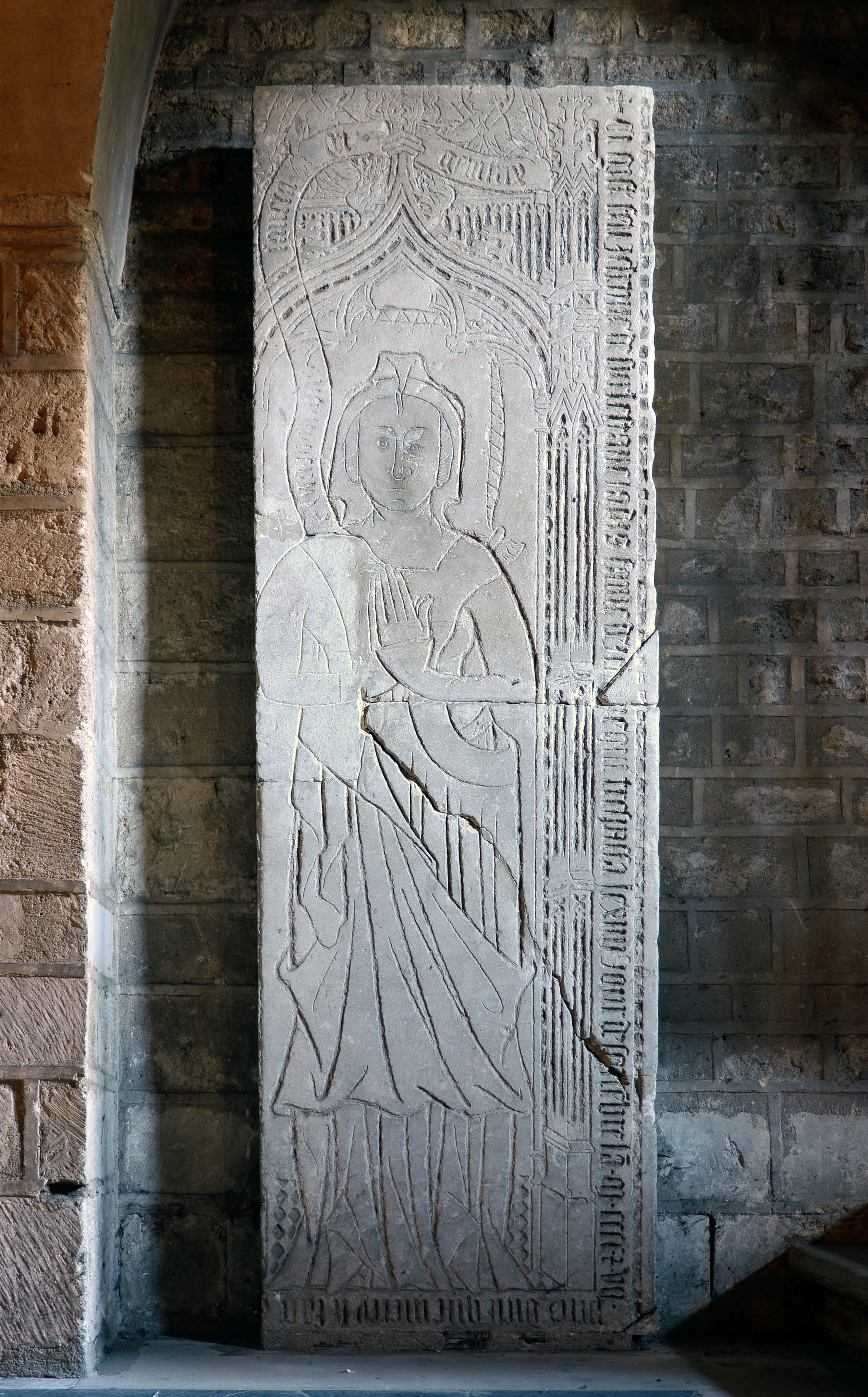
Pierre tombale de Jeanne Surlestanc (morte en 1407) dans la crypte.

## Jumelage
En décembre 2013, Notre-Dame de la Couture et la cathédrale Saint-Julien lancent un jumelage officiel avec le monastère de Mar Elian en Syrie, où sont réfugiées des dizaines de familles persécutées par l'État islamique. Le 21 août 2015, le monastère est finalement rasé à coup de bulldozer et les réfugiés enlevés par l'organisation terroriste.